# يان ميان
يان ميان هو لاعب كرة قدم سويدي، ولد في 6 سبتمبر 1965 في السويد. لعب مع نادي إلفسبورغ.